# Neohalcampa sheikoi
Neohalcampa sheikoi is een zeeanemonensoort uit de familie Halcampidae.
Neohalcampa sheikoi is voor het eerst wetenschappelijk beschreven door Sanamyan in 2001.